# German Life and Letters
German Life and Letters (abgekürzt: GLL) ist eine vierteljährlich erscheinende britische Fachzeitschrift, in der literaturwissenschaftliche Beiträge zur deutschen Literatur veröffentlicht werden. Außerdem erscheinen Aufsätze zur Sprache, zur Kunst und Kultur in Deutschland sowie zu sozialgeschichtlichen und politischen Themen im Journal.
German Life and Letters wurde 1936 durch den Germanisten L. A. Willoughby und den Verleger Basil Blackwell begründet. Anfangs sollte die Zeitschrift über kulturelle Themen und aktuelle Nachrichten aus Deutschland berichten. Nachdem sie 1939 vorläufig eingestellt worden war, wurde sie 1947 als eine eher konventionelle Fachzeitschrift neu begründet und bietet seitdem eine Mischung aus literaturwissenschaftlichen und nicht-literarischen Beiträgen. 